# Mostafa Akarkad
Mostafa Akarkad (* 15. April 1989), auch Mustapha Akarkad oder Akerkad, ist ein marokkanischer Fußballschiedsrichterassistent.
Seit 2018 steht Akarkad auf der Liste der FIFA-Schiedsrichter und ist an der Spielleitung internationaler Fußballspiele beteiligt, unter anderem in der CAF Champions League.
Akarkad wurde bei insgesamt drei Afrika-Cups eingesetzt. Beim Afrika-Cup 2019 in Ägypten, beim Afrika-Cup 2022 in Kamerun und beim Afrika-Cup 2024 in der Elfenbeinküste leitete er insgesamt 12 Spiele.
Zudem war er unter anderem Schiedsrichterassistent bei der U-20-Afrikameisterschaft 2019 im Niger, bei der U-17-Weltmeisterschaft 2019 in Brasilien, in der afrikanischen WM-Qualifikation sowie bei diversen Qualifikations- und Freundschaftsspielen.